# Ana Hickmann
Ana Hickmann, född 1 mars 1981 i Santa Cruz do Sul i Rio Grande do Sul, är en brasiliansk fotomodell och TV-programledare. Hennes familj kommer från Tyskland.